# Transformatie (dramaturgie)
Transformatie staat in de dramaturgie voor de verandering van een protagonist in de loop van een verhaal. Daarbij bestaat er aan het begin vaak een groot probleem, dat aan het einde opgelost wordt, bijvoorbeeld een angst, die overwonnen wordt (cf. catharsis). De verandering van de protagonist kan worden bekomen door een echo-personificatie (vaak een goddelijk of magisch wezen), waarbij het ego van de protagonist als het ware als een echo wordt weerkaatst en aldus een verandering terweeg brengt. Een andere mogelijkheid kan een plotse verandering in het leven van de protagonist zijn: bijvoorbeeld hij ontdekt dat hij kinderen verwekt heeft bij zijn moeder (Oedipus). Dit gooit als het ware het leven van de protagonist volledig om.

## Referentie
- Rokus de Groot, Ego en echo: betekenisanalyse van echo-personificaties in muziekdramatische werken, Studiedag muzieksemiotiek.